# バトンズ
株式会社バトンズ（英文社名:Batonz Co.,Ltd.）は、東京都中央区に本社を置く、日本最大級のM&A総合支援プラットフォームを運営するIT企業である。

## 概要
2022年1月現在、ユーザー数130,000人超・成約数1,400件超という国内最大級のM&A総合支援プラットフォームを運営している。日本M&Aセンターグループのうちの一社であり、代表取締役は神瀬悠一が務める。

## 拠点
- 東京本社: 〒104-0045 東京都中央区築地3-12-5 ＋SHIFT TSUKIJI5階
- 大阪支社: 〒542-0076 大阪府大阪市中央区難波5-1-60 なんばスカイオ27階

## 沿革
- 2013年1月 - 日本M&Aセンターにて“どこでも事業引継ぎ”サポートシステム「@net（アットネット）」を開発し、日本M&Aセンターの提携会計事務所に向けM&A業務ツールとして提供開始
- 2013年3月 - 東京都内の歯科医院を勤務医が承継し初の成約
- 2014年4月 - 日本M&Aセンター内に@net事業部を創立
- 2016年4月 - サービス名を「&Biz（アンドビズ）」に改称
- 2017年5月 - 一般事業者向けにサービスの提供を開始
- 2017年11月 - 累計成約件数100件突破
- 2018年4月 - 株式会社日本M&Aセンターから分社化し、アンドビズ株式会社設立
- 2018年5月 - ユーザー登録数10,000人突破
- 2018年10月 - サービス名を「Batonz（バトンズ）」に改称
- 2019年4月 - 株式会社バトンズに商号変更
- 2020年10月 - 小規模M&A向け表明保証保険「M&A Batonz」の提供を開始[1]
- 2021年6月 - 累計成約件数1,000件突破

## 関連出版物
- 社長！ あなたの会社、じつは……高く売れるんです!!（すばる舎）日本M&Aセンター 常務取締役 大山敬義 著（2012年） ISBN 978-4-799-10179-7
- まんがでわかる オーナー社長のM&A（すばる舎）日本M&Aセンター 常務取締役 大山敬義 著（2016年） ISBN 978-4799105160 ASIN 4799105167